# Bomi
Bomi – nieistniejąca polska sieć supermarketów delikatesowych. Spółka była notowana na Giełdzie Papierów Wartościowych w Warszawie w latach 2007–2012. Siedziba zarządu znajdowała się w Gdyni.

## Historia
Przedsiębiorstwo istniało od 1990 roku, a w zmienionej formie działało od 1995, kiedy to w Gdyni otwarte zostały pierwsze delikatesy Bomi. Początkowo przedsiębiorstwo koncentrowało się na wzroście sprzedaży w Gdańsku i w Gdyni. W 1999 roku otwarty został pierwszy sklep w Warszawie.
20 sierpnia 2007 roku spółka zadebiutowała na Giełdzie Papierów Wartościowych w Warszawie.
W marcu 2011 roku rozpoczęto współpracę ze sklepem internetowym a.pl w celu otwarcia internetowego kanału sprzedaży.
10 lipca 2012 roku przedsiębiorstwo złożyło wniosek o upadłość.
11 września 2012 roku otwarto pierwszy sklep w formule franczyzowej, w gdańskim centrum handlowym Madison.
W 2013 roku sąd zmienił formę upadłości z układowej na likwidacyjną. W 2013 r. zniknęły wszystkie placówki pod nazwą Bomi.

## Sklepy
Bomi posiadało 36 sklepów w 20 polskich miastach, m.in. w Białymstoku, Gdańsku, Gdyni, Sopocie czy Warszawie (w tym w Domu Mody Klif).

## Ekspansja
Strategia Bomi zakładała rozwój sklepów na terenie całego kraju. Na etapie planowania było ponad trzydzieści nowych placówek. Nie wykluczano ekspansji poza granice Polski. W sferze zainteresowania PPH BOMI S.A. były Niemcy, Ukraina, Rumunia oraz Bułgaria.
Spółka rozważała również połączenia z Emperią Holding, która finalnie nie doszła do skutku.